# Взрыв нефтяной платформы Deepwater Horizon
Взрыв нефтяной платформы Deepwater Horizon — техногенная катастрофа (взрыв и пожар), произошедшая 20 апреля 2010 года в 80 километрах от побережья штата Луизиана в Мексиканском заливе на нефтяной платформе Deepwater Horizon на месторождении Макондо.
Последовавший после аварии разлив нефти стал крупнейшим в истории США и превратил аварию в одну из крупнейших техногенных катастроф по негативному влиянию на экологическую обстановку.
В момент взрыва на установке Deepwater Horizon погибло 11 человек и пострадало 17 из 126 человек, находившихся на борту. В конце июня 2010 года появились сообщения о гибели ещё 2 человек при ликвидации последствий катастрофы.
Через повреждения труб скважины на глубине 1500 метров в Мексиканский залив за 152 дня вылилось около 5 миллионов баррелей нефти (795 000 кубометров), нефтяное пятно достигло площади 75 тысяч квадратных километров, что составляет около 5 % площади Мексиканского залива.

## Нефтяная платформа Deepwater Horizon до взрыва
Полупогружная нефтяная платформа Deepwater Horizon сверхглубоководного бурения с системой динамического позиционирования была построена южнокорейской судостроительной компанией Hyundai Heavy Industries по заказу R&B Falcon, которая в 2001 году вошла в состав Transocean Ltd. Нефтяная платформа Deepwater Horizon была заложена 21 марта 2000 года и спущена на воду 23 февраля 2001 года.
Платформа Deepwater Horizon в 2001 году была сдана в аренду BP на три года, и в июле 2001 года она прибыла в Мексиканский залив, впоследствии срок аренды неоднократно продлевался, так в 2005 году договор был перезаключён на срок с сентября 2005 года до сентября 2010 года, позже он был продлён ещё раз на срок с сентября 2010 года до сентября 2013 года.
В феврале 2010 года платформа Deepwater Horizon приступила к бурению скважины на глубине 1500 метров на месторождении Макондо (Mississippi Canyon block 252). Лицензия на разработку месторождения Макондо была выкуплена на аукционе в марте 2008 года BP, впоследствии она продала 25 % Anadarko и 10 % MOEX Offshore 2007 LLC (дочерняя компания Mitsui).

## Взрыв и пожар на нефтяной платформе Deepwater Horizon
20 апреля 2010 года в 22:00 по местному времени или в 7:00 по московскому (UTC+4) 21 апреля 2010 года на платформе Deepwater Horizon произошёл взрыв, который старшина Береговой охраны США Блэйр Дотен описывает так:
«Лучше всего описать это как большое грибовидное облако, как если бы взорвалась бомба».
Оригинальный текст (англ.)The best way to describe it is a big mushroom cloud, almost like a bomb went off.
После взрыва на платформе начался пожар, который безуспешно пытались потушить с пожарных судов, при этом столб дыма поднимался на высоту 3 километра. Пожар длился 36 часов, и 22 апреля 2010 года нефтяная платформа Deepwater Horizon затонула.

## Жертвы и пострадавшие в результате взрыва

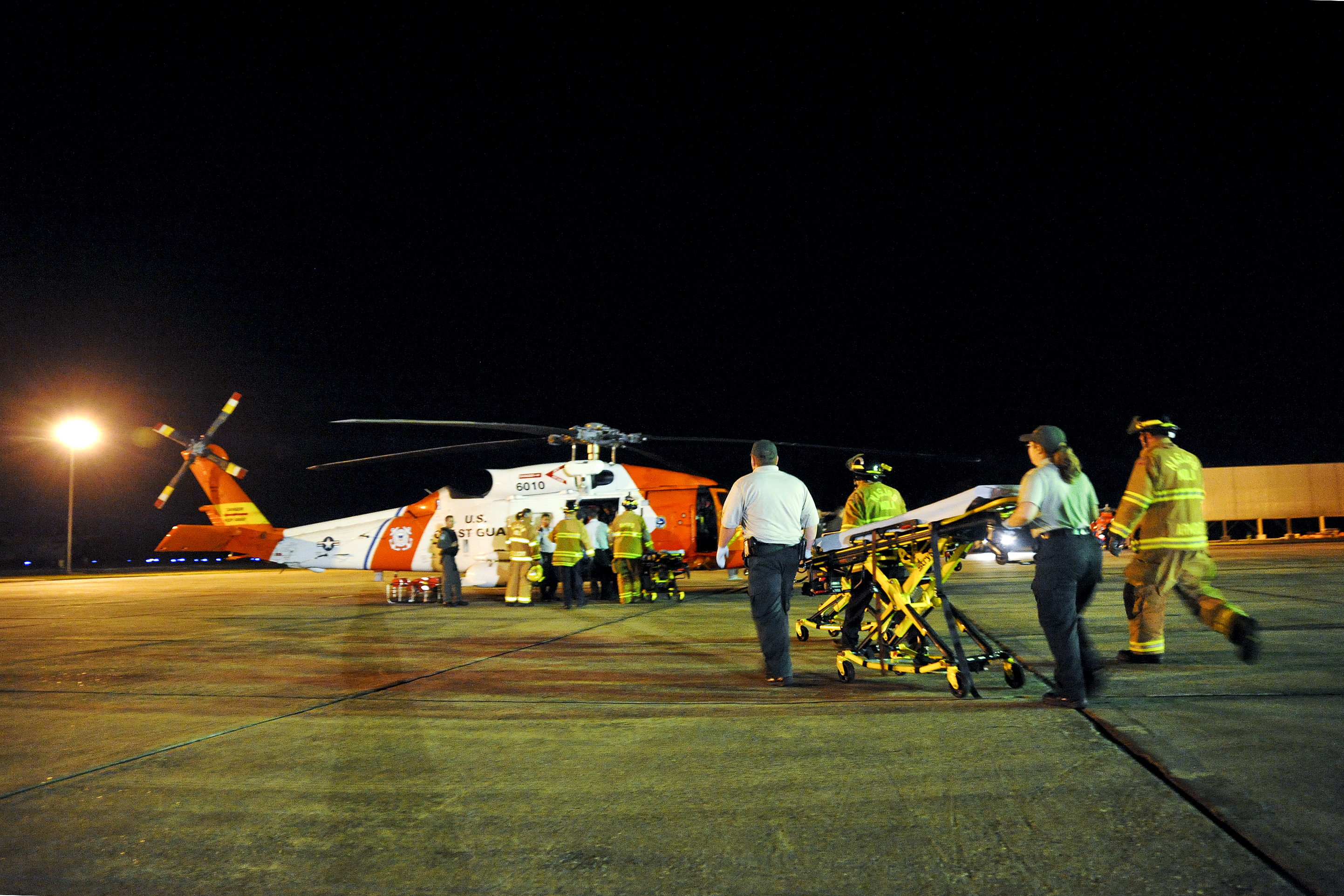
Эвакуация раненых с нефтяной платформы Deepwater Horizon на вертолёте береговой охраны HH-60.

В момент взрыва на платформе Deepwater Horizon находилось 126 человек, из них 79 сотрудников Transocean Ltd. (в том числе командир платформы капитан Curt Kuchta), 7 сотрудников BP, остальные были сотрудниками Anadarko, Halliburton и M-I SWACO.
В результате взрыва 11 человек пропали без вести (первоначально сообщалось о 15), их поиски были прекращены в ночь на 24 апреля 2010 года. Среди погибших, которые были местными жителями, было 9 сотрудников Transocean Ltd. и 2 сотрудника M-I SWACO.
115 человек удалось эвакуировать, в том числе 17 раненых были вывезены вертолётами. По состоянию на 23 апреля 2010 года в больницах оставались лишь двое пострадавших, состояние их здоровья не вызывало опасений у врачей.
В конце июня 2010 года появились сообщения о гибели ещё 2 человек при ликвидации последствий катастрофы.

## Разлив нефти

### Объём разлива нефти
Разлив нефти продолжался 152 дня с 20 апреля по 19 сентября 2010 года, за это время из скважины в Мексиканский залив вытекло около 5 миллионов баррелей (795 000 кубометров) нефти.
По первоначальным оценкам, в воды Мексиканского залива попадало 1000 баррелей (159 кубометров) нефти в сутки, позже, к концу апреля 2010 года, объём утечки нефти оценивался в 5000 баррелей (795 кубометров) нефти в сутки.
По данным Геологической службы США, обнародованным 10 июня 2010 года, количество вытекавшей до 3 июня нефти составляло от 20 000 до 40 000 баррелей.
20 июня 2010 года сенатор от Демократической партии США Эд Марки (Ed Markey) обнародовал внутренний документ компании BP, согласно которому объём ежедневно вытекающей из скважины нефти достигает объёма 100 000 баррелей (15 900 кубометров), к этому времени правительство США оценивало объём выброса нефти в 60 000 баррелей (9500 кубометров) в сутки. После обнародования этих данных официальный представитель BP Тоби Одоун выступил с заявлением о том, что BP не допускали недооценки объёмов разлива нефти. О том, что объёмы утечки нефти могут составлять до 100 000 баррелей, заявлял ещё 2 мая 2010 года Министр внутренних дел США Кен Салазар.
К началу августа 2010 года объём утечки нефти составлял 80 000 баррелей (12 700 кубометров) нефти в сутки, но она почти полностью собиралась специальными куполами (заглушка) и судами.

### Площадь распространения нефти

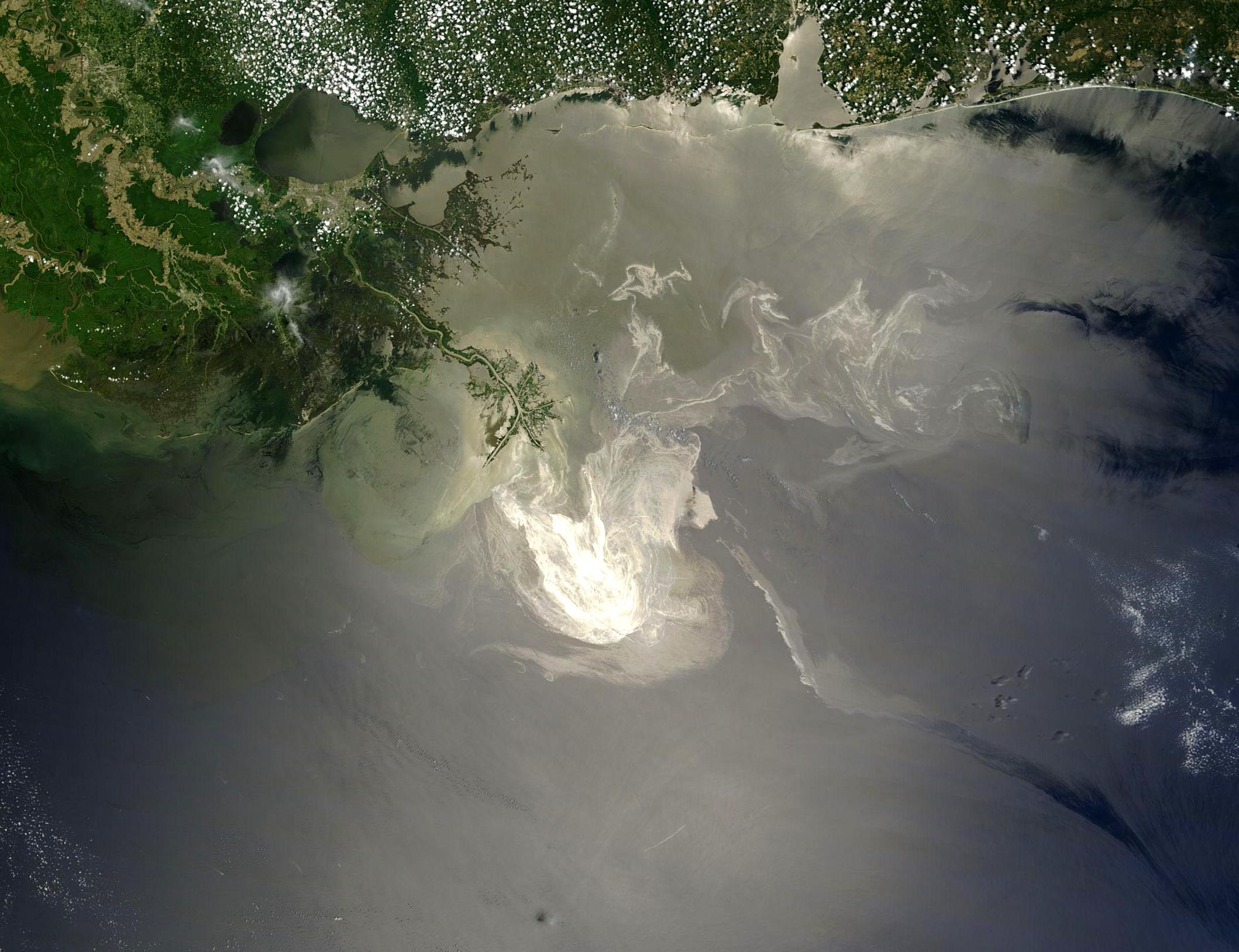
Нефтяное пятно 24 мая 2010 года, вид из космоса

Нефтяное пятно достигло площади 75 тысяч квадратных километров.
По состоянию на 23 апреля 2010 года площадь нефтяного пятна составила 250 квадратных километров, а уже к концу апреля 2010 года нефтяное пятно достигло размеров 72 км на 169 км.
По состоянию на 29 апреля 2010 года нефтяное пятно достигло в окружности 965 километров и находилось на расстоянии 34 километров от побережья штата Луизиана. Вечером 29 апреля 2010 года нефтяное пятно достигло устья реки Миссисипи, 6 мая 2010 года нефть была обнаружена на острове Фримейсон архипелага Шанделур, входящем в один из старейших заповедников США, штат Луизиана. 4 июня 2010 года нефть появилась на пляже города Пенсакола, штат Флорида, считающимся одним из «самых белых пляжей». 28 июня 2010 года нефть достигла штата Миссисипи, где были загрязнены пляжи в 16 километрах от города Билокси. 6 июля сгустки нефти были обнаружены на пляжах в окрестностях городов Галвестон и Тексас-Сити штата Техас, также нефтяные сгустки были обнаружены в крупнейшем озере штата Луизиана Пончартрейн.
Помимо поверхностных пятен были обнаружены многочисленные подводные шлейфы нефти, так в мае 2010 года были сообщения о существовании шлейфов нефти размерами до 16 километров в длину, до 5 километров в ширину и 90 метров толщиной. По состоянию на август 2010 года размер подводного шлейфа нефти достигал 35 километров в длину на глубине 1100 метров, пробы, взятые из шлейфа показали концентрацию моноароматических нефтяных углеводородов более 50 микрограмм на литр.

## Последствия

### Экологические последствия

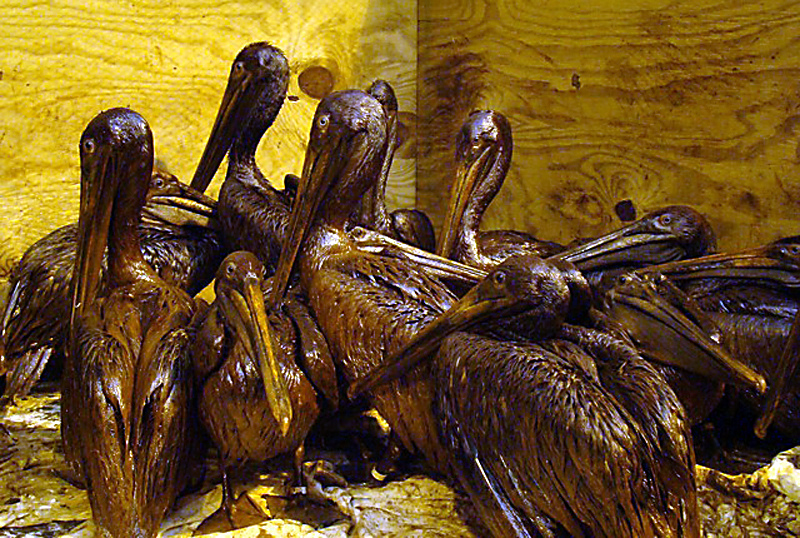
Измазанные нефтью пеликаны

В результате разлива нефти было загрязнено 1770 километров побережья, был введён запрет на рыбную ловлю, для промысла были закрыты более трети всей акватории Мексиканского залива. От нефти пострадали все штаты США, имеющие выход к Мексиканскому заливу, сильнее всего пострадали штаты Луизиана, Алабама, Миссисипи и Флорида.
По данным на 25 мая 2010 года на побережье Мексиканского залива было обнаружено 189 мёртвых морских черепах, много птиц и других животных, на тот момент разлив нефти угрожал более 400 видам животных, в том числе китам и дельфинам.
По состоянию на 2 ноября 2010 года было собрано 6814 мёртвых животных, в том числе 6104 птицы, 609 морских черепах, 100 дельфинов и других млекопитающих, и одна рептилия другого вида.
По данным Управления особо охраняемых ресурсов и Национального управления океанических и атмосферных исследований в 2010—2011 годах зафиксировано повышение смертности китообразных на севере Мексиканского залива в несколько раз по сравнению с предыдущими годами (2002—2009).
В августе 2010 года исследование бактериальной активности в заливе, проводимое Тери Хазелом из Lawrence Berkeley National Laboratory, выявило ранее неизвестный вид бактерий и дало информацию журналу Science, что эта активность могла снизить уровень нефти без понижения уровня кислорода. Интерпретация Хазела была оценена со скепсисом. Джон Кесслер, химик-океанограф из Техасского университета сельского хозяйства и машиностроения, заметил, что Хазел измерял только компонент общей углеводородной массы, каковая является комплексной смесью разных веществ. Хотя некоторые из веществ, описанных в журнале Science, вполне могли разложиться в течение недель, Кесслер говорит: «Есть другие, которые имеют более длительный период полуразложения — порядка лет, иногда десятков лет». Он заметил, что исчезнувшая нефть была найдена в форме больших нефтяных пятен (одно из них было размером с Манхэттен), которые не слишком быстро биодеградировали.
В середине сентября 2010 года исследование, опубликованное в журнале Science, показало, что эти микробы более поглощали попутный газ, выходивший из скважины (пропан, этан, бутан), чем нефть. Дэвид Л. Валентайн, профессор микробиологической геохимии из Калифорнийского университета Санта-Барбары, сказал, что нефтепоглотительные свойства микробов были сильно преувеличены. Метан был углеводородом, высвободившимся из повреждённой скважины в наибольшем количестве. Были предположения, что сильно размножившаяся колония глубоководных бактерий поглотила практически весь высвободившийся в течение четырёх месяцев метан, после чего сохранились остаточные колонии метанотрофных бактерий.
Некоторые эксперты предположили, что резкое нарастание численности бактерий может повлечь за собой проблемы со здоровьем у жителей побережья залива. Морской токсиколог Рики Отт говорит, что бактерии, некоторые из которых были генетически модифицированы, или иным образом подверглись биоинженерии, чтобы лучше поглощать нефть, могли быть причиной вспышки ранее не наблюдавшихся кожных заболеваний, отмеченной врачами в прибрежной зоне залива.

### Экономические последствия
От разлива нефти пострадали рыболовная, туристическая, нефтяная отрасли прибрежных штатов США.
Серьёзный урон рыболовной отрасли нанесло закрытие для рыболовства более 1/3 акватории Мексиканского залива, но и после снятия запрета на рыболовство существовали проблемы с реализацией продукции. В момент аварии без работы остались более 150 000 рыбаков и работников ресторанов.
Туристическая ассоциация США в 2010 году прогнозировала экономические потери туризма на побережье Мексиканского залива от разлива нефти в 23 миллиарда долларов США за три года, на тот момент доходность туристической отрасли пяти стран мексиканского залива составляла 34 миллиарда долларов США в год и в сфере туризма работало 400 000 человек.
Также экономические потери понесла нефтяная отрасль, после аварии на полгода был введён мораторий на бурение, что привело к потере 13 000 рабочих мест и не выплаченным зарплатам на сумму 800 миллионов долларов США.

### Судебные процессы
Первые сообщения о поданных исках к BP, Transocean Ltd. и Cameron International (компания-производитель несработавшего предохранительного клапана) от местных рыбаков, которые занимались промыслом морепродуктов в Мексиканском заливе, поступили уже в конце апреля 2010 года.
К началу мая 2010 года в суды Техаса и Флориды было подано 31 исковое заявление, где ответчиками выступали BP, Transocean Ltd., Cameron International и Halliburton, а истцами были рыбаки, собственники жилья в прибрежной зоне, агентства недвижимости и рестораторы. По состоянию на август 2010 года против BP, Transocean Ltd., Cameron International и других аффилированных с ними компаний подано было уже более 300 исков в суды штатов Луизиана, Техас, Алабама, Флорида и Миссисипи.
К началу 2012 года к компаниям BP и Halliburton от проживающих на побережье граждан, владельцев бизнеса, а также правительственных организаций, обвиняющих данные компании в нанесении убытков из-за утечки нефти, было подано более 500 исков, которые были объединены для предварительных слушаний в федеральном суде Нового Орлеана; начало судебного разбирательства по ним запланировано на февраль 2012 года.
Всего количество истцов к компаниям BP, Transocean Ltd., Halliburton и Cameron International превысило 100 000 человек.
Также против BP были поданы иски о возмещении финансовых потерь, связанных с разливом нефти, от акционеров компании, где основными истцами выступили пенсионные фонды штатов Нью-Йорк и Огайо. По заявлению истцов, руководство BP предоставляло не соответствующую действительности информацию о безопасности бурения в Мексиканском заливе.
В середине декабря 2010 года Министерство юстиции США направило в Федеральный суд Восточного округа штата Луизиана (Новый Орлеан) иск к BP Exploration and Production Inc, Anadarko Exploration & Production LP, Anadarko Petroleum Corporation, MOEX Offshore 2007 LLC, Triton Asset Leasing GMBH, Transocean Holdings LLC, Transocean Offshore Deepwater Drilling Inc, Transocean Deepwater Inc, а также страховой фирме QBE Underwriting Ltd/Lloyd’s Syndicate 1036, основанный на нарушениях законов «Об охране чистой воды» и «О защите от нефтяных загрязнений». Министерство юстиции США требует признать неограниченную финансовую ответственность фирм-ответчиц за нанесенный ущерб и стоимость работ по ликвидации последствий аварии.
20 апреля 2011 года компания BP направила исковое заявление в федеральный суд Нового Орлеана к Transocean Ltd., Cameron International и Halliburton. По заявлению представителей BP, Transocean Ltd. допустила множественные сбои в работе предохранительных устройств и нарушения техники безопасности, что явилось основной причиной аварии, и поэтому она обязана возместить все расходы на ликвидацию последствий аварии, что по оценке BP составляет 40 миллиардов долларов США. Cameron International ответственна за сбои в работе противовыбросового устройства её производства, установленного на скважине. Halliburton был обвинён в мошенничестве, халатности и сокрытии фактов об использованных материалах.
26 января 2012 года федеральный суд США принял решение, согласно которому компании-подрядчики BP (Transocean Ltd. и Halliburton) не должны участвовать в расходах BP по возмещению нанесённого вреда или иных правовых санкций, установленных в рамках закона о контроле над загрязнением водных ресурсов, но, как заявил представитель BP, данное решение «не освобождает Transocean от материальной ответственности за нанесённый вред, от штрафов и санкций, налагаемых на компанию вследствие её собственных действий».
Transocean Ltd. и Cameron International также 20 апреля 2011 года подали встречные иски к BP, а в сентябре 2011 года иск к BP подала и Halliburton с обвинением BP в предоставлении неточной информации перед выполнением работ по цементированию на платформе 19 апреля 2010 года.
В начале марта 2012 года было объявлено о заключении досудебной сделки между BP и 100 000 истцов, в рамках которой компания BP должна выплатить пострадавшим компенсацию в размере 7 800 000 000 долларов США, в том числе 2 300 000 000 долларов составили компенсации пострадавшей рыболовной отрасли. Досудебное соглашение состоит из двух частей: первая связана с претензиями на основе экономических убытков, вторая — с медицинскими претензиями (медицинские выплаты, программы по здравоохранению и поддержка рекламы туристической отрасли в регионе). 21 декабря 2012 года федеральный суд Нового Орлеана окончательно утвердил мировое соглашение о выплате 7,8 млрд долларов США, как указал судья Карл Барбье в 125-страничном постановлении: «Мировое соглашение справедливо, взвешенно и адекватно».
В конце марта 2012 года BP подала иск в суд, обвиняя правительство США в сокрытии более 10 000 документов, по мнению BP, свидетельствующих о значительно меньших объёмах утечки нефти в 2010 году и, следовательно, о том, что разлив нефти в Мексиканском заливе в 2010 году нанёс гораздо меньший ущерб, чем было объявлено официально.

### Последствия для BP
В соответствии с законодательством США ответственность за вред окружающей среде несёт владелец лицензии, в связи с этим бо́льшую долю расходов по ликвидации последствий взяла на себя BP, но другие совладельцы лицензии тоже понесли расходы — так, Mitsui по достигнутой договорённости с BP перевела 1,1 миллиарда долларов США в специальный фонд, который BP создала для выплаты компенсаций пострадавшим в результате аварии. А согласно мировому соглашению, заключённому BP с Anadarko, последняя выплатит BP 4 миллиарда долларов США в качестве компенсации за аварию.
К началу мая 2010 года рыночная стоимость компании BP снизилась на 43 миллиарда долларов США из-за снижения на 12 % стоимости акций. По другим данным снижение стоимости акций составило до 40 %.
3 июня 2010 года международное рейтинговое агентство Fitch Ratings снизило долгосрочный рейтинг дефолта эмитента и рейтинг старшего необеспеченного долга BP до «АА» с «АА+», а Moody’s понизило рейтинг BP также на одну ступень — до «Aa2» с «Aa1».
По состоянию на 1 декабря 2011 года расходы BP на очистные мероприятия и возмещение экономического ущерба пострадавшим в катастрофе гражданам, предприятиям и правительственным организациям составили 21 миллиард долларов США. А по данным на март 2012 года, расходы BP составили около 22 миллиардов долларов, в том числе 8,1 миллиарда долларов были выплачены частным лицам, компаниям и госучреждениям и около 14 миллиардов направлено на мероприятия оперативного реагирования.
После аварии на нефтяной платформе Deepwater Horizon BP запустила программу продажи своих активов для получения средств, необходимых для устранения последствий аварии. По состоянию на октябрь 2011 года в рамках программы были реализованы активы на сумму более 25 миллиардов долларов США и было объявлено о расширении программы продажи активов до 45 миллиардов долларов США.
По итогам 2010 года чистый убыток BP составил 3 719 000 000 долларов США (в 2009 году прибыль BP составила 16 600 000 000 долларов). За второй квартал 2010 года убыток BP составил 17 150 000 000 долларов.
В конце июля 2010 года было объявлено о том, что с 1 октября 2010 года Тони Хейворд, главный управляющий BP, чьи действия в ходе ликвидации последствий аварии подвергались жёсткой критике, будет освобождён от исполнения обязанностей, и его пост займёт Роберт Дадли.
В 2016 году общая сумма затрат компании на устранение последствий аварии превысила $ 56 млрд. В том числе 5 американских штатов получат от компании в течение 16 лет компенсацию за причинённый ущерб в размере $ 20,8 млрд.

## Устранение последствий
После взрыва основные усилия специальных служб были направлены на тушение пожара на платформе. После того, как платформа затонула, все мероприятия были сконцентрированы на двух направлениях: попытка герметизации скважины, через которую происходил выброс нефти, и борьба с распространением нефтяного пятна и последствиями этого распространения.

### Герметизация скважины
Попытки остановить утечку нефти из повреждённой скважины начались практически сразу, так, 25 апреля 2010 года была неудачная попытка установить на скважине превентор. Также осуществлялись попытки с помощью трёх подводных лодок наложить заглушки на повреждённую взрывом трубу, параллельно проводились работы по установке купола.
7 мая 2010 года 100-тонный стальной купол, который должен был закрыть поврежденную при взрыве на буровой платформе трубу и предотвратить дальнейшее попадание нефти в воду (по оценкам с помощью купола была возможность собирать и откачивать до 85 % вытекающей нефти), был спущен на глубину 1,5 км и с помощью подводных роботов были начаты работы по установке купола на скважине. Однако образование гидратов в большем объёме, чем предполагалось, вынудило поднять стальную конструкцию. 13 мая 2010 года специалисты приступили к установке меньшего защитного купола.
10 июля 2010 года была снята заглушка, которая не справлялась с удержанием нефти, и взамен неё 13 июля была установлена 75-тонная заглушка. И 16 июля 2010 года было объявлено об остановке утечки нефти на скважине благодаря установке нового клапана, однако подчёркивалось, что это не окончательная герметизация. 18 июля была обнаружена новая утечка в 3 километрах от скважины.
Утечка нефти была остановлена 4 августа 2010 года благодаря гидростатическому давлению закачанных в аварийную скважину бурового раствора и цемента.
Для полной герметизации скважины было необходимо бурение разгрузочных скважин, и 2 мая было начато бурение первой скважины, а 16 мая — второй. Бурение разгрузочной скважины происходило в 30,5 м от аварийной скважины.
17 сентября 2010 года были завершены работы по бурению разгрузочной скважины, 18 сентября через эту скважину началась закачка цемента и 19 сентября 2010 года было объявлено об окончательной герметизации повреждённой скважины и остановке утечки нефти.

### Борьба с распространением нефтяного пятна и устранение последствий загрязнения окружающей среды

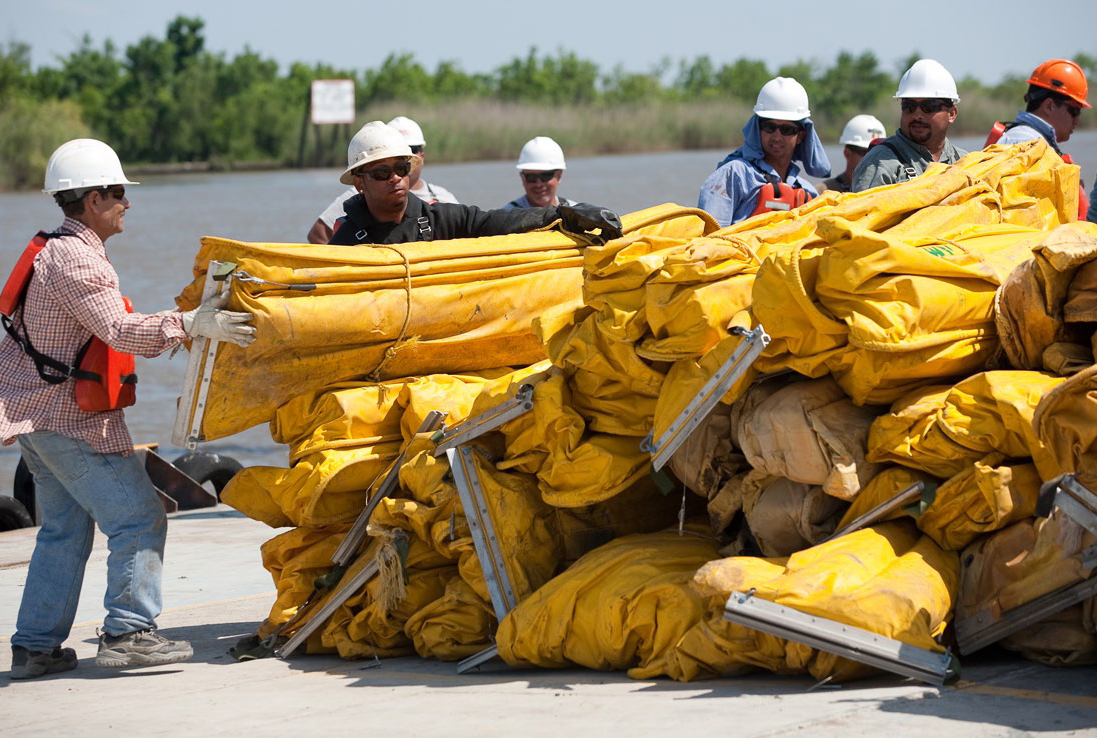
Рабочие экологических служб США готовят боновые заграждения

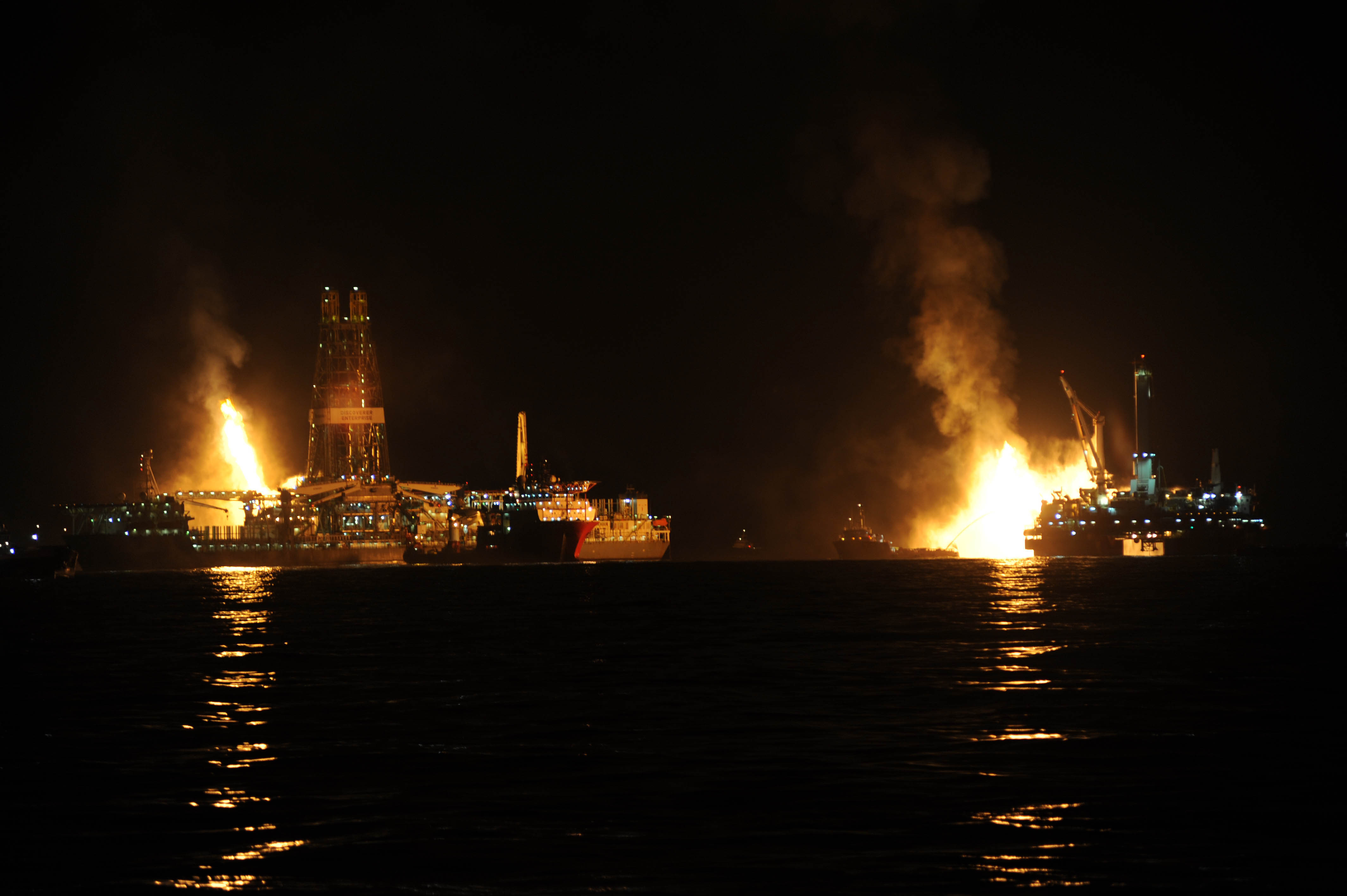
Сжигание попутного газа на месте гибели «Deepwater Horizon». «Q4000» (справа) и «Discoverer Enterprise» (слева). 8 июля 2010 года.

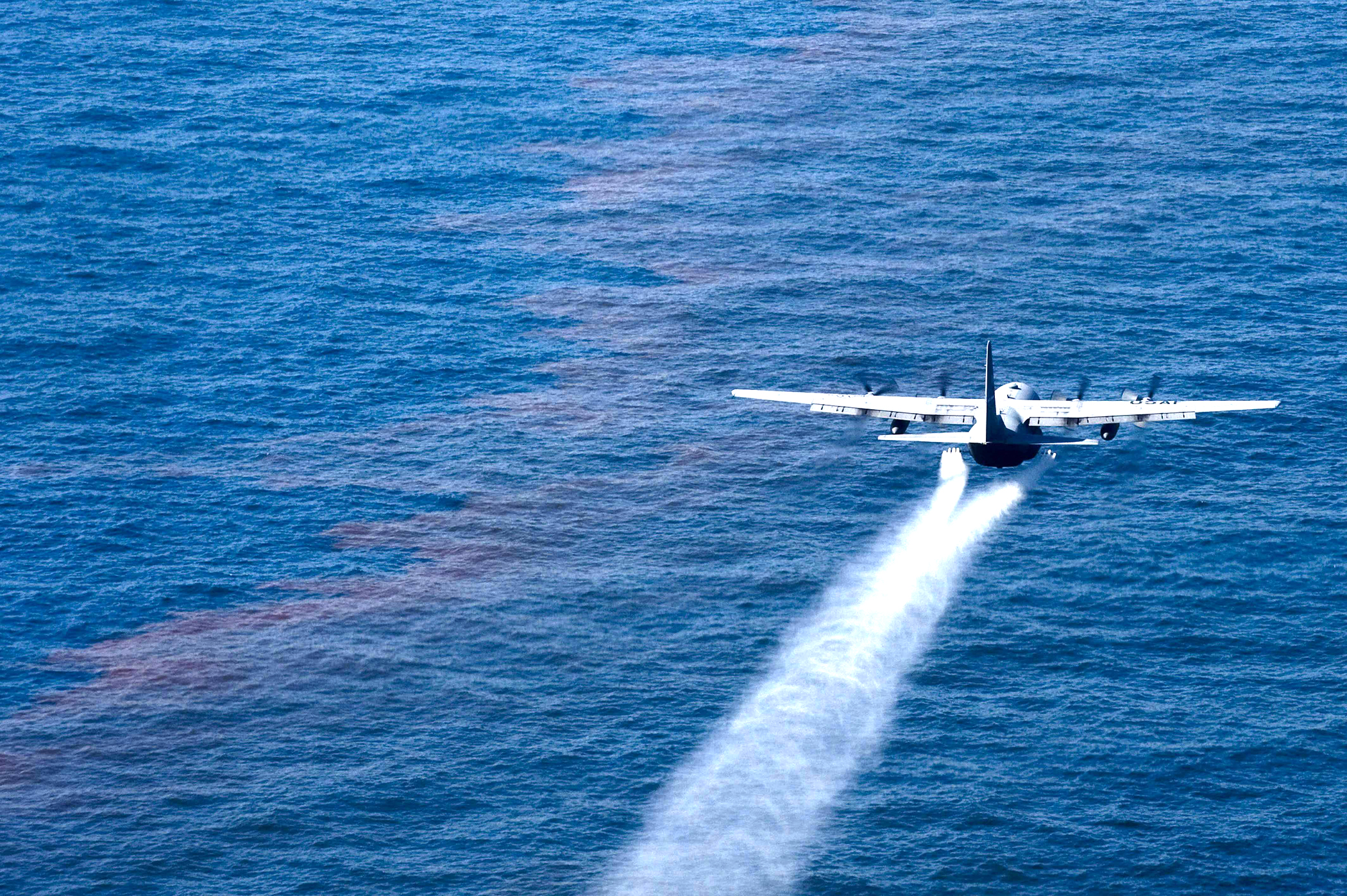
Самолет C-130 Резерва воздушных сил США 5 мая 2010 года распыляет диспергенты над нефтяными пятнами в Мексиканском заливе.

Работу по ликвидации разлива нефти координировала специальная группа под руководством Службы береговой охраны США, в состав которой входили представители различных федеральных ведомств.
В спасательной операции по состоянию на 29 апреля 2010 года участвовала флотилия BP, состоящая из 49 буксиров, барж, спасательных катеров и других судов, также использовались 4 подводных лодки. 2 мая 2010 года в операции уже участвовали 76 судов, 5 самолётов, около 1100 человек, также были привлечены 6000 военнослужащих Национальной гвардии США, военнослужащие и техника Военно-морских сил США и Военно-воздушных сил США.
Для борьбы с разливом нефти использовались боновые заграждения, распыление диспергентов, контролируемое выжигание и механический сбор нефти, а также искусственно выведенные бактерии-деструкторы (способ их доставки к нефтяным пятнам был предложен российским «НИИ экологии и рационального использования природных ресурсов»).
28 апреля 2010 года в 16:45 по местному времени (в 1:45 по московскому 29 апреля 2010 года), когда аварийные службы США подожгли нефтяное пятно с помощью специального буя с топливом, начался процесс контролируемого выжигания нефтяного пятна у побережья штата Луизиана. Всего было 441 контролируемое сжигание, каждое сжигание продолжалось от 7 минут до нескольких часов, в зависимости от размеров нефтяного пятна.
Широкое использование компанией BP диспергентов семейства корексит (объём используемых диспергентов к 24 маю 2010 года превысил 800 000 галлонов или 3000 кубометров) вызвало критику, так как по данным Агентства защиты окружающей среды США данные виды диспергентов являются более токсичными и менее эффективными по сравнению с аналогами.
Сбор нефти осуществлялся как в открытом море с помощью специальных кораблей-скиммеров, так и на побережье, где значительная часть работ выполнялась вручную добровольцами и собственниками очищаемых участков. Особую сложность для очистки представляли песчаные пляжи, где нефть смешивалась с песком и работы осуществлялись вручную, и болота, откуда нефть приходилось выкачивать.
9 ноября 2011 года в СМИ сообщалось, что Береговая охрана США завершает основные работы по очистке побережья Мексиканского залива от нефти, к этому времени было очищено 90 % загрязнённых участков.
Результаты исследования, проведённого Национальной академией наук США и опубликованного в начале января 2012 года, показали, что к концу сентября 2010 года исчез подводный шлейф метана и других газов, а к концу октября исчезло значительное количество находившегося под водой нефтесодержащего вещества со сложным составом. Произошло это благодаря деятельности обитающих в океане бактерий, которые способны перерабатывать определённое количество загрязняющих веществ, состоящих из нефти и газа.

## Расследование причин аварии
Расследование причин катастрофы проводилось параллельно несколькими организациями и ведомствами: совместно Министерствами внутренней безопасности США и внутренних дел США, также совместно проводили расследование Бюро по управлению, регулированию и охране океанских энергоресурсов (BOEMRE) и Береговая охрана США, параллельное расследование вели Конгресс США, Министерство юстиции США и компания BP.

### Доклад BP
8 сентября 2010 года в 15:00 MSK компания BP опубликовала доклад на 193 страницах о расследовании причин взрыва на нефтяной платформе Deepwater Horizon, который в течение четырёх месяцев готовила команда из более чем 50 специалистов, возглавляемая Марком Блаем, главой BP по безопасности операций.
Согласно докладу BP причинами аварии стали человеческий фактор, в частности неправильные решения персонала, технические неполадки и недостатки конструкции нефтяной платформы, всего было названо шесть основных причин катастрофы.
По данным доклада цементная подушка на дне скважины не смогла задержать углеводороды в пласте, из-за этого сквозь неё в бурильную колонну просачивались газ и конденсат. Специалисты BP и Transocean Ltd. неверно истолковали результаты измерений давления в скважине при проверке скважины на герметичность. Затем в течение 40 минут специалисты Transocean Ltd. не замечали, что из скважины идёт поток углеводородов. Газ, который мог быть безопасно выведен за борт, распространился по буровой платформе через вентиляционную систему, и противопожарные системы не смогли предотвратить его распространение. Вентиляционная система платформы оказалась заполненной взрывчатой смесью газа с воздухом. После взрыва из-за неисправности механизмов не сработал противовыбросовый превентор, который должен был автоматически заглушить скважину и предотвратить утечку нефти в случае аварии.

### Доклад Бюро по управлению, регулированию и охране океанских энергоресурсов (BOEMRE) и Береговой охраны США
14 сентября 2011 года был опубликован 500-страничный доклад Бюро по управлению, регулированию и охране океанских энергоресурсов (BOEMRE) и Береговой охраны США. Выводы, озвученные в данном докладе, являются окончательными.
Всего в докладе установлено 35 причин, повлёкших взрыв, пожар и разлив нефти. В 21 причине единственным виновником является компания BP, в 8 причинах вина BP признана частичной. Также вина обнаружена в действиях компаний Transocean Ltd. (собственник платформы) и Halliburton (подрядная организация, проводившая глубоководное цементирование скважины).
Главной причиной названо стремление BP сократить расходы по разработке скважины, ради этого пренебрегли рядом норм по безопасности. Причинами были названы: недостаток информации, неудачная конструкция скважины, недостаточное цементирование, изменения в проекте.
Решение BP по сокращению стоимости и длительности проведения работ, пренебрежение к возможности непредвиденных обстоятельств… являются причинами, вызвавшими прорыв на скважине Макондо
Единственный человек, чьё имя озвучено в докладе, — это инженер BP Марк Хэйфл, который принял решение не проводить анализ, определяющий качество цементирования, и отказался исследовать аномалии, обнаруженные в результате другого важного анализа.

## В массовой культуре
Один из эпизодов американского телесериала «Новости» был посвящён освещению событий в Мексиканском заливе.
В 2016 году на экраны вышел фильм «Глубоководный горизонт» режиссёра Питера Берга с Марком Уолбергом в главной роли. Фильм посвящён героизму рабочих нефтяной платформы, сумевших спастись после взрыва. В конце фильма демонстрируются фотографии реальных участников событий, а также сведения об их дальнейшей судьбе.
В песне российской панк-группы «Электрические партизаны» «British Petroleum» упоминается этот инцидент («Смотрите лучше, во что превратился Мексиканский залив…»).